# Flugplatz St. Gallen-Altenrhein

i7
i11
i13
Der Flugplatz St. Gallen-Altenrhein (Markenname People’s Airport St.Gallen-Altenrhein, IATA-Code: ACH, ICAO-Code: LSZR) ist ein Regionalflughafen in der Ostschweiz in Altenrhein SG, Gemeinde Thal, rund 20 Kilometer nordöstlich von St. Gallen am Ufer des Bodensees und unmittelbar an der Grenze zu Österreich gelegen. Die Betreiberin nennt ihn Flughafen St.Gallen-Altenrhein.

## Geschichte
Um das Bauverbot für Flugzeuge gemäss den Versailler Verträgen zu umgehen, gründete das Deutsche Reich 1925 die AG für Dornier-Flugzeuge (Do-Flug AG) im grenznahen Altenrhein. Zum Werk gehörte auch eine 600 Meter lange Graspiste, welche ab dem Jahr 1927 bis zum Ausbruch des Zweiten Weltkrieges für regelmässige Linienflüge nach Basel, Innsbruck und München genutzt wurde. Die Do-Flug AG ging später in die Dornier Werke Altenrhein über, deren Führung 1948 Claudio Caroni übernahm. Dieser benannte das Unternehmen in Flug- und Fahrzeugwerke Altenrhein (FFA) um und kaufte es im Jahr 1952 vollständig auf. Zusätzlich zur Graspiste wurde 1954 eine 1200 Meter lange und 30 Meter breite Hartbelagpiste gebaut, unter anderem auch für die militärische Nutzung im Kriegsfall. Ab 1950 baute und testete die FFA auf dem Flugplatz fünf Flugzeuge vom Typ FFA P-16, jedoch wurde eine Bestellung von 100 Flugzeugen für die Schweizer Flugwaffe sistiert, bevor das erste Serienflugzeug gefertigt wurde. Die Hartbelagpiste wurde 1979 auf 1500 Meter verlängert.
Claudio Caronis Sohn Luciano verkaufte die FFA schliesslich 1987 an die Schindler Holding, welche den Unternehmensteil Waggonbau behielt und den Flugzeugbau sowie die FFA-Namensrechte an die Justus Dornier Holding weiterverkaufte. Von 1988 bis 1990 wurde die Infrastruktur des Flugplatzes (u. a. neue Hangars, Flugplatzgebäude, Sicherheitseinrichtungen, Instrumentenlandesystem) ausgebaut. Ab 1994 folgten mehrere Eigentümerwechsel: nacheinander kauften das St. Margrethener Bauunternehmen Gautschi AG und danach das niederländische Unternehmen Strikwerda den Flugplatz. Im Jahr 2007 liess der Bund zusätzliche Charter- und Linienflüge auf dem Flugplatz Altenrhein zu, obwohl Gespräche mit Österreich über die Konzessionierung des Flugplatzes als Regionalflugplatz wegen Mängeln an baulichen Voraussetzungen blockiert waren. 2008 kaufte der Zürcher Industrielle Dieter Bührle die Aktienmehrheit am Flugplatz und benannte das Unternehmen in Airport Altenrhein AG um. Im Jahr 2009 wurde der Flugplatz zu People’s Business Airport umbenannt (mittlerweile People’s Airport St.Gallen-Altenrhein); ein Jahr später wurde der Unternehmer Markus Kopf zum alleinigen Eigentümer und gründete die Fluggesellschaft People’s Viennaline (mittlerweile People’s).
Im Winterflugplan 2016/2017 bot People’s von St. Gallen-Altenrhein nach Friedrichshafen den mit etwa acht Minuten Flugzeit kürzesten internationalen Linienflug der Welt an. Wegen mangelnder Auslastung wurde die Verbindung bereits per 14. April 2017 wieder eingestellt.
Die Anzahl der Flugziele ab St.Gallen-Altenrhein steigt jährlich. Im Jahr 2018 konnte man ab St.Gallen-Altenrhein mit People’s nach Wien, Pula, Olbia, Cagliari, Ibiza, Menorca, Mallorca, Lefkas & Epirus, Neapel und Kefalonia fliegen.
Im Jahr 2020 wurde auf dem Flugplatz ein Drohnen-Detektionssystem installiert und in Betrieb genommen.
2024 wurden jährlich ca. 140.000 Passagiere gemeldet, wobei sowohl Linienverbindungen nach Wien sowie verschiedene Charterdestinationen angeboten werden, z. B. nach Sardinien, Neapel und Sizilien sowie Kroatien.

## Flugplatz St. Gallen-Altenrhein in Zahlen
Der Flugplatz St. Gallen-Altenrhein verfügt über eine asphaltierte Start- und Landebahn 10R/28L von 1455 Metern Länge und 30 Metern Breite sowie die Graspiste 10L/28R.
Im Jahr 2002 gab es 35'000 Flugbewegungen mit 111'000 Passagieren. Nach einem Rückgang bis auf 100'500 Passagiere im Jahr 2017 stiegen die Passagierzahlen 2018 auf rund 125'000 an.
Im Jahre 2010 verkaufte Dieter Bührle seine 50-prozentige Beteiligung an der Betreibergesellschaft des Flugplatzes St. Gallen-Altenrhein an Markus Kopf.
Im Jahr 2016 wurden 108'521 Passagiere (sieben Prozent mehr als im Vorjahr) bei 26'382 Flugbewegungen (drei Prozent weniger als im Vorjahr) abgefertigt. Es gab insgesamt weniger Trainingsflüge, dafür mehr Linien-, Charter- und Businessflüge.

## Wirtschaftliche Bedeutung

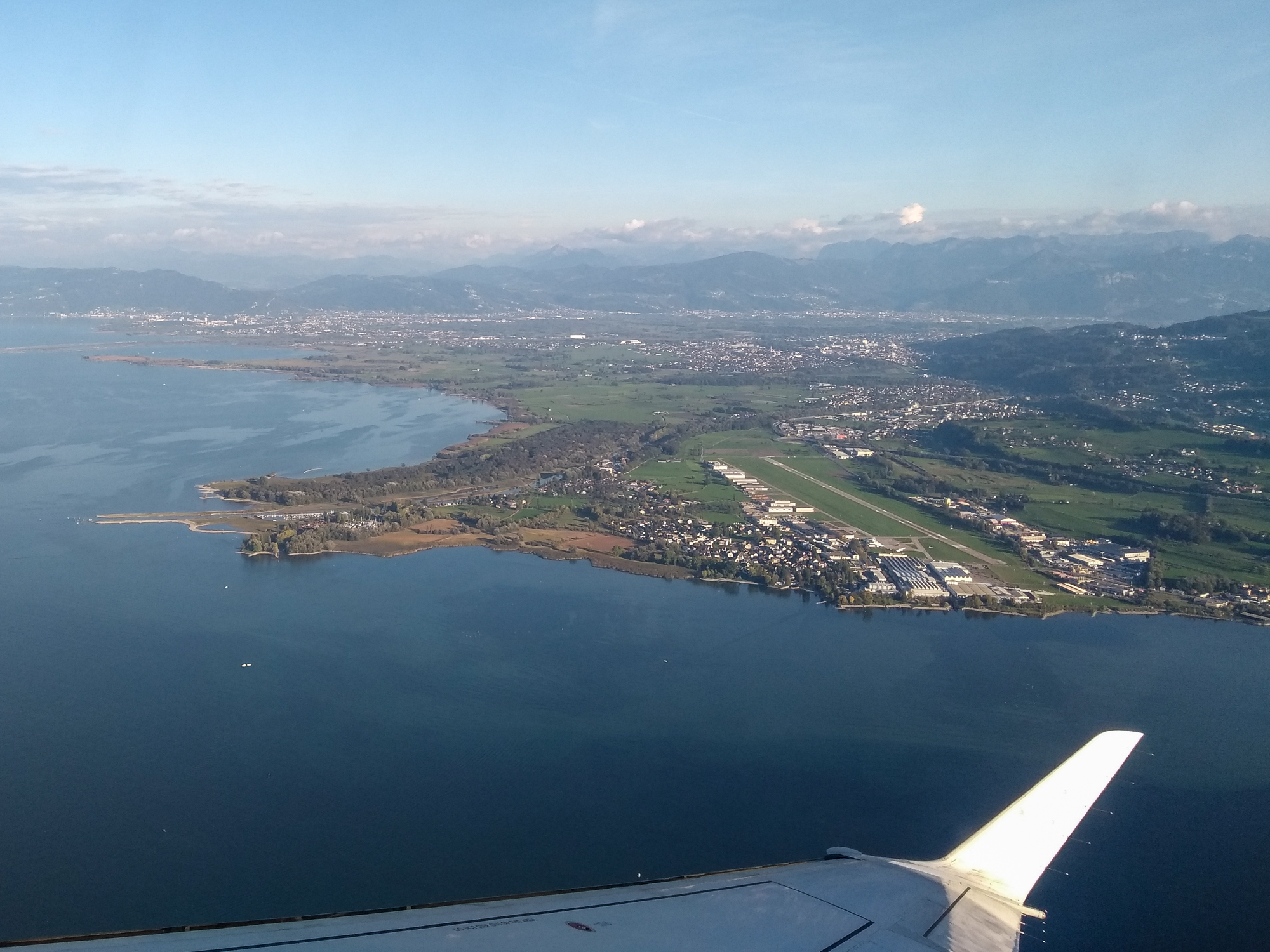
Alpenkulisse Flugplatz Altenrhein (2018)

Die Rheintalflug bediente schon 1997 die Strecke Altenrhein–Wien 17 Mal pro Woche. Die Fluggesellschaft Austrian Airlines (bzw. Tyrolean Airways) verband danach St. Gallen-Altenrhein mit drei Linienflügen pro Tag mit Wien, nachdem am 19. Februar 2003 dazu eine Zweigniederlassung gegründet worden war. Beim Übergang auf die neue Betreibergesellschaft wurde diese Zusammenarbeit auf März 2011 gekündigt. Diese Linie wurde danach in Eigenregie durch die Fluggesellschaft People’s betrieben. Da für eine einseitig erklärte Beendigung des Vertrags eine Kündigungsfrist von fünf Jahren vorgesehen war, bediente Austrian Airlines den People’s Business Airport weiterhin und hatte vor, dies auch bis 2015 zu tun. Seit dem 28. März 2011 (Beginn des Sommerflugplans) wurden wochentags zwischen St. Gallen-Altenrhein und Wien sechs Linienflüge angeboten. Im März 2013 gab Austrian Airlines jedoch bekannt, den Altenrhein-Flug zum Sommerflugplan einzustellen. Somit bediente People’s ab diesem Zeitpunkt als Einzige diese Strecke. People’s Airlines flog unter der Woche dreimal täglich, am Wochenende einmal täglich nach und von Wien. Ab April 2016 wurde die Frequenz auf vier Flüge erhöht, und Anfang November 2016 startete die People’s Viennaline mit Linienflügen zweimal täglich von Altenrhein via Friedrichshafen nach Köln/Bonn und zurück. Diese Strecke wurde jedoch bereits am 14. April 2017 wieder eingestellt. Im Sommer finden Charterflüge zu Ferienzielen wie Sardinien statt.
Der Flugplatz ist auch für den geschäftlichen und privaten Flugverkehr von Bedeutung. Insbesondere während des Weltwirtschaftsforums in Davos wird er von Privatjets angeflogen.
2025 verzichtete der Flugplatz auf die geplante Erneuerung der Piste. Der Bund wollte die Flugsicherung wegen des Entlastungpakets 2027 in Zukunft nur noch zu einem Bruchteil bezahlen. Das machte eine solche Investition in die Zukunft unsicher.
Altenrhein verfügt über das Fliegermuseum Altenrhein mit flugfähigen Oldtimern von überregionaler Bekanntheit.

## Flugtage
In den Jahren 1988 und 1998 fand auf dem Flugplatz die sogenannte International Bodensee Airshow (IBAS) statt. Für 2008 war eine weitere grosse Flugshow unter gleichem Namen in Planung, musste aber wegen Widerstands aus der österreichischen Nachbargemeinde Gaißau abgesagt werden.
Vom 26. bis 28. August 2005 trat bei der Airfield Show Altenrhein 2005 unter anderem das Flying Bulls Aerobatics Team auf.

## Verzicht auf Konzessionierung als Flughafen
Der Flugplatz St. Gallen-Altenrhein ist der einzige Schweizer Regionalflughafen mit Linienverkehr im Status eines privaten Flugfelds. Nach Art. 36a Luftfahrtgesetz wäre jedoch «für den Betrieb von Flugplätzen, die dem öffentlichen Verkehr dienen (Flughäfen), eine Betriebskonzession erforderlich.» Im Sachplan Infrastruktur der Luftfahrt wurde festgesetzt, dass eine Konzessionierung erfolgen muss, wenn der Linienverkehr ausgebaut wird. Da die österreichischen Behörden die von schweizerischer Seite angestrebte Entwicklung und die damit verbundene Konzessionierung des Flugplatzes derzeit (Stand Januar 2024) ablehnen, soll bis auf Weiteres auf eine Konzessionierung verzichtet werden.

## Zwischenfälle
- Am 23. Februar 1989 kamen bei dem ungeklärten Absturz einer Aero Commander 690D der Rheintalflug (Rheintalflug-Flug 102) beim Anflug auf den Flugplatz Altenrhein elf Menschen, unter ihnen der damalige österreichische Sozialminister Alfred Dallinger, ums Leben.[27]
- Am 24. Januar 1994 stürzte eine Cessna 425 mit fünf Personen an Bord im Landeanflug bei Rorschach in den Bodensee. Alle Insassen kamen ums Leben. Der Unfall sorgte für grosses Interesse, da zunächst vermutet wurde, das aus Prag kommende Flugzeug transportiere radioaktives Material.[28]
- Am 6. August 2012 setzten die Piloten eines marokkanischen Businessjets Embraer Phenom 300 zu spät und mit zu hoher Geschwindigkeit auf der Piste 10 auf, leiteten danach erst mit Verzögerung eine Vollbremsung ein und überrollten das Ende der Piste um 30 Meter. Dabei durchschlug die Maschine die Umzäunung, kreuzte die dahinterliegende Strasse wenige Sekunden nach der Durchfahrt eines Linienbusses und kam in einem Maisfeld zum Stillstand (Lage). Die drei Insassen blieben unverletzt, das Flugzeug wurde schwer beschädigt.[29]
- Am 17. Februar 2021 stürzte ein 70-jähriger Pilot mit seinem Kleinflugzeug im Landeanflug bei Nebel in den Bodensee.[30]
- Am 27. April 2022 stürzte ein Kleinflugzeug beim Start ca. 50 Meter entfernt vom Ufer in den Bodensee, wobei der Pilot ums Leben kam.[31]